# Antun Labak
Antun Labak (Josipovac Punitovački, 14. srpnja 1970.) hrvatski je nogometaš koji igra na poziciji napadača. Trenutačno igra za Vinogradar Mandićevac.